# 薩摩川内都インターチェンジ

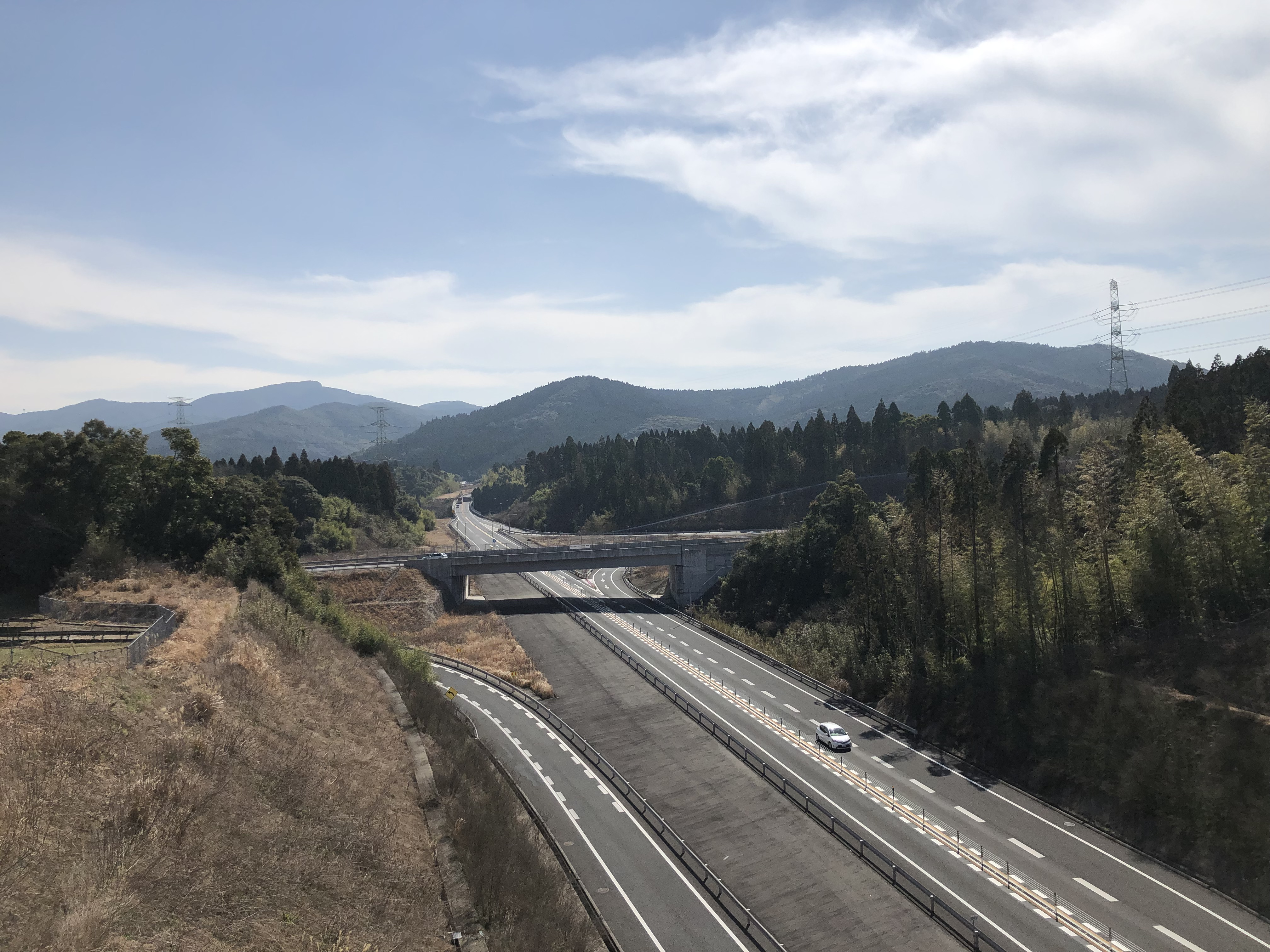
ランプを熊本方面から鹿児島方面に望む

薩摩川内都インターチェンジ（さつませんだいみやこインターチェンジ）は、鹿児島県薩摩川内市都町にある南九州西回り自動車道（川内隈之城道路・川内道路）のインターチェンジである。

## 道路
- E3A 南九州西回り自動車道（川内隈之城道路・川内道路）

## 沿革
- 2007年（平成19年）3月3日 : 薩摩川内都IC - 串木野IC間開通に伴い供用開始。
- 2008年（平成20年）3月15日 : 薩摩川内水引IC - 薩摩川内都IC間着工。
- 2015年（平成27年）3月7日 : 薩摩川内都IC - 薩摩川内都IC間開通[1][2]。

## 接続する道路
- 国道3号
  - 隈之城バイパス

## 周辺
- 薩摩川内市街（国道3号隈之城バイパス経由）
  - 薩摩川内市役所
  - 川内駅
- 陸上自衛隊川内駐屯地
- 木場茶屋駅
- 隈之城駅

## 隣
E3A 南九州西回り自動車道（川内隈之城道路・川内道路）
(18) 薩摩川内高江IC - (19) 薩摩川内都IC - (20) 串木野IC